# Stepenitztal
Stepenitztal település Németországban, Mecklenburg-Elő-Pomeránia tartományban. Lakosainak száma 1701 fő (2023. december 31.).

## Népesség
A település népességének változása:
| Lakosok száma | 1728 | 1711 | 1691 | 1742 | 1704 | 1701 |
|               | 2014 | 2017 | 2019 | 2021 | 2022 | 2023 |